# Parafia św. Michała Archanioła w Michałówce
Parafia św. Michała Archanioła w Michałówce – parafia rzymskokatolicka należąca do dekanatu Radymno II w archidiecezji przemyskiej.

## Historia
Fundatorem parafii był urodzony około 1694 roku Józef Drohojowski, ojciec ks. Józefa Drohojowskiego. 
Parafia w Michałówce została erygowana 4 lutego 1763 roku przez bpa przemyskiego Michała Wodzickiego. W skład ówczesnej parafii weszły: Duńkowice Wielkie, Nienowice i Skład Solny, a w następnych latach Grabowiec i Barycz. 
Budowę drewnianego kościoła w stylu barokowym rozpoczęto przed 1763 rokiem, a ukończono w 1765 roku. W 1802 roku w Michałówce było 153 wiernych, w Duńkowicach 180 wiernych. 28 sierpnia 1828 roku odbyła się konsekracja kościoła, której dokonał bp Jan Antoni Potocki pw. św. Michała Archanioła
W latach 1914–1915 podczas wojny w kościele stacjonowały wojska rosyjskie, które dokonały poważnego zniszczenia kościoła. W 1916 roku kościół został odbudowany. Podczas II wojny światowej w kościele urządzono magazyn i w 1942 roku kościół ponownie uległ zniszczeniu. W latach 1972–1976 przeprowadzono gruntowny remont kościoła.
Na terenie parafii jest 1 189 wiernych (w tym: Michałówka – 277, Duńkowice – 693, Łazy Osiedle – 90 i Piaski – 170).
Proboszczowie parafii:
1849–1874. ks. Józef Putałkiewicz.
1874–1888. ks. Jan Fedorowicz.
1888–1890. ks. Franciszek Jagoda.
1890–1898. ks. Wincenty Zbigniewicz.
1898–1904. ks. Michał Wołczański.
1904–1908. ks. Stefan Wawro.
1909–1918. ks. Antoni Szkodziński.
1934–1943. ks. Jan Gielarowski.
1943– ks. Bronisław Mikulski.
1969–2004. ks. prał. Marian Fedyk.
2004–2014. ks. Krzysztof Szczygielski.
2014– nadal ks. Mieczysław Stopa.

## Kościół filialny
W 1912 w Duńkowicach siostry Służebniczki starowiejskie wybudowały murowany dom z przeznaczeniem na ochronkę i dom mieszkalny sióstr. W 1965 roku placówka ta została zlikwidowana, a w 1979 roku budynek został odzyskany i Zgromadzenie przekazało go parafii w Michałówce. 
W 1979 roku parafia przystąpiła do przebudowy budynku w cela adaptacji na kościół filialny, według projektu inż. Władysława Trojanowskiego i inż. Henryka Sobolewskiego. 29 września 1981 roku bp Ignacy Tokarczuk dokonał poświęcenia kościoła pw. Matki Bożej Częstochowskiej.
 